# ماری‌آنجلا جوردانو
ماری‌آنجلا جوردانو (ایتالیایی: Mariangela Giordano؛ ‏ ۲ سپتامبر ۱۹۳۷ – ۱۶ ژوئیهٔ ۲۰۱۱) بازیگر اهل ایتالیا بود.
از فیلم‌ها یا برنامه‌های تلویزیونی که وی در آن نقش داشته‌است، می‌توان به چه زیباست برناردا، سراپا شبدیز، سراپا پرحرارت، دکامرون شماره ۴ – حکایت‌های دلکش بوکاچو، زن سیسیلی و برهنه، کارکنان خیابانی، سفر کاپیتان فراکاسا، دوشیزه‌ای برای شاهزاده، کمندی برای جانگو، مالابیمبا – بدکاره بدخواه، عروسک شیطان، جالو در ونیز و دختر شیطان اشاره کرد.